# Don't Like
Don't Like è il primo mixtape del rapper statunitense Lil Reese, pubblicato il 4 luglio 2013 dall'etichetta discografica RBC Records.

## Tracce
1. Us – 3:17
2. Nothin – 1:56
3. Traffic – 3:48
4. Ova – 3:30
5. Beef – 5:00
6. Rap Shit – 3:20
7. Bad – 3:52
8. Savage – 3:14
9. I Don't Like – 4:50
10. We Don't Count Money – 3:36